# 宋集村 (利津县)
宋集村，中华人民共和国山东省东营市利津县北宋镇所辖行政村。位于利津县西南部。全村人口276户，781人(2010年底)。耕地面积1380亩。区划代码370522101258。